# Château Mikó
Le château Mikó, (en roumain : Castelul Mikó ou Cetatea Mikó ; en hongrois : Mikó-vár), est un château de Roumanie. Il se trouve à Miercurea-Ciuc (en hongrois Csíkszereda), dans le Pays sicule, au sud-est de la Transylvanie. C'est l'un des plus importants monuments de la ville de Miercurea-Ciuc et il abrite un musée ethnographique consacré à l'héritage Sicule.

## Histoire
L'histoire du château Mikó est liée à celle de la famille Mikó. Il est construit sur un plan polygonal (75 m de long sur 70 m de large), dans le style de la Renaissance tardive. Il ressemble aux châteaux de Iernut, de Vințu de Jos et de Lăzarea (Château Lázár). 
Les travaux ont commencé le 26 avril 1623 et ils ont été terminés le plus probablement en 1630. La première mention du château date de 1631. 
Le château a reçu le nom de Ferenc Mikó (1585–1635), qui a commencé à le construire dix ans après qu'il fut devenu le capitaine général des sièges sicules de Csíkszék, de Gyergyószék et de Kászonszék qui ont formé plus tard le comitat de Csík. Les documents de l'époque en font mention en l'appelant le « nouveau château de Mikó ».

## Galerie

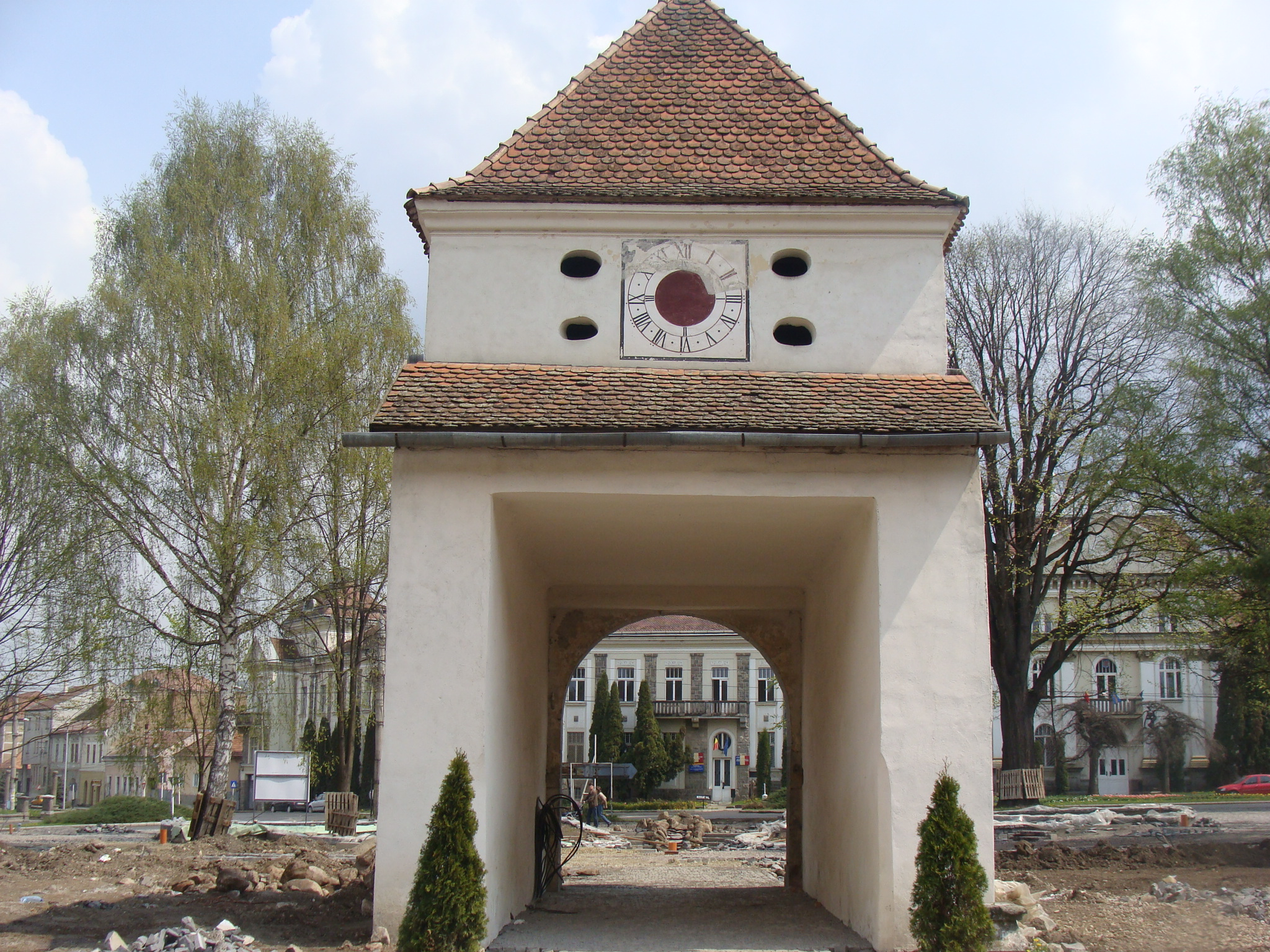
La porte du château
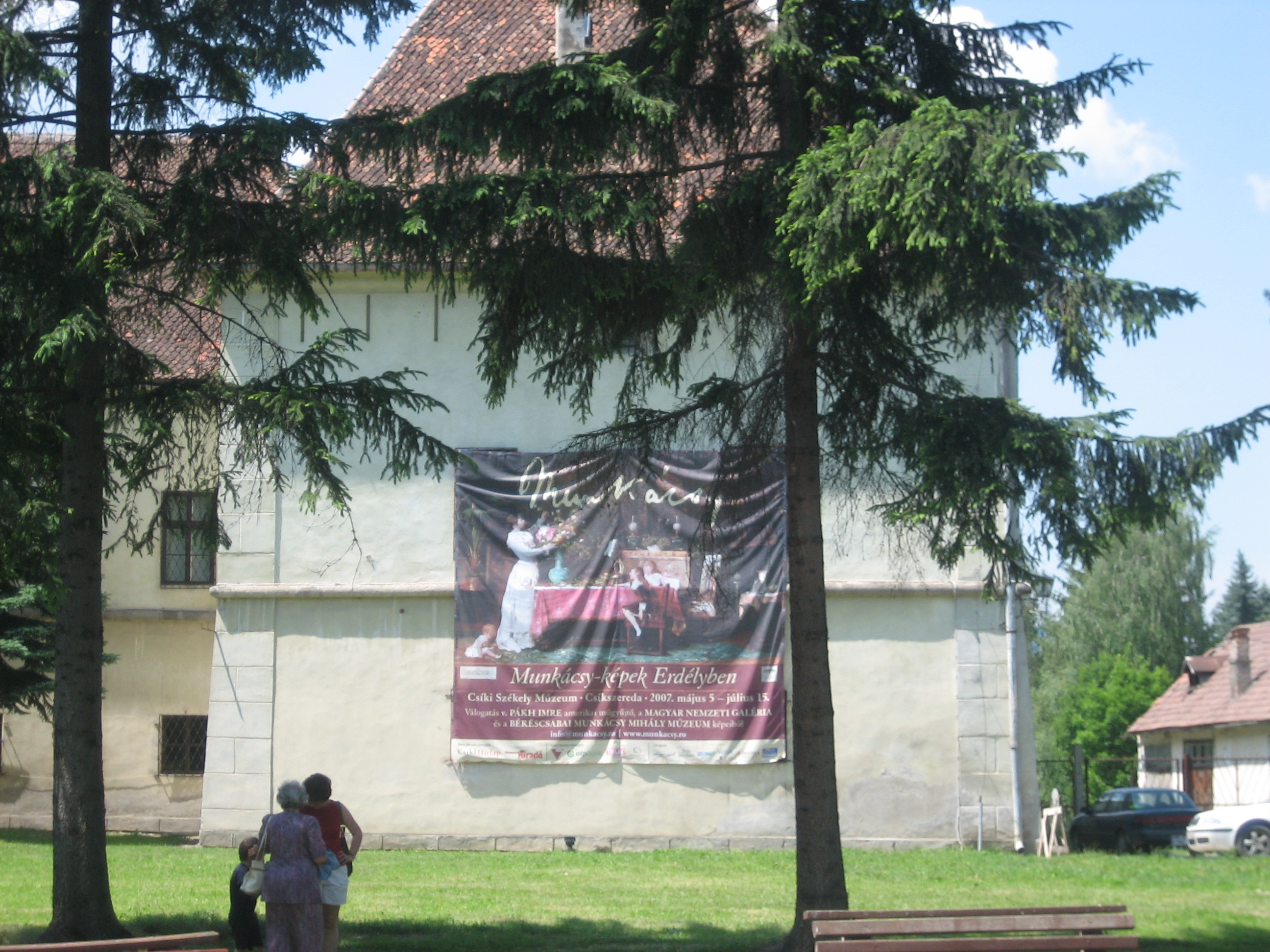
Bastion
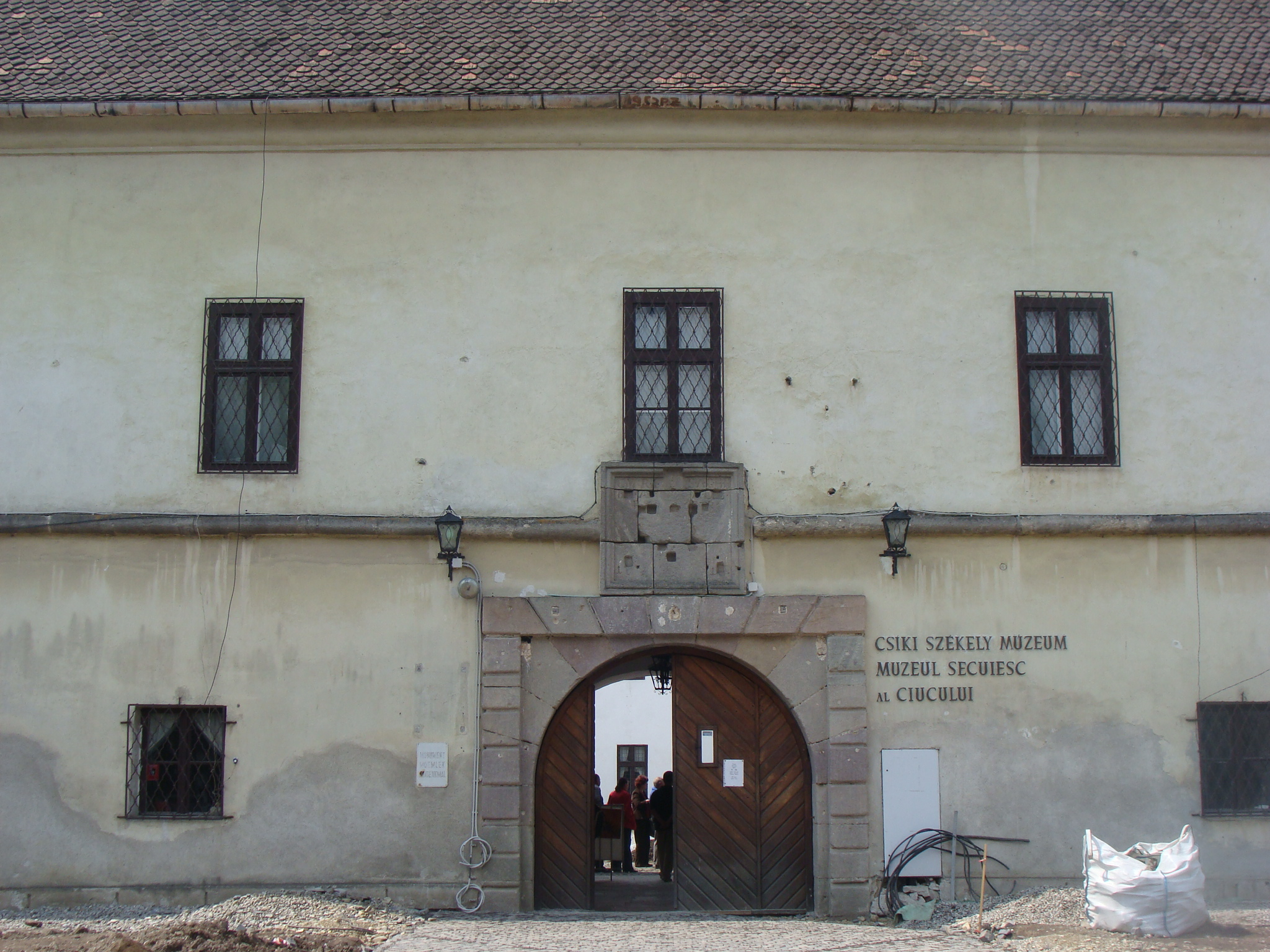
L'entrée du musée
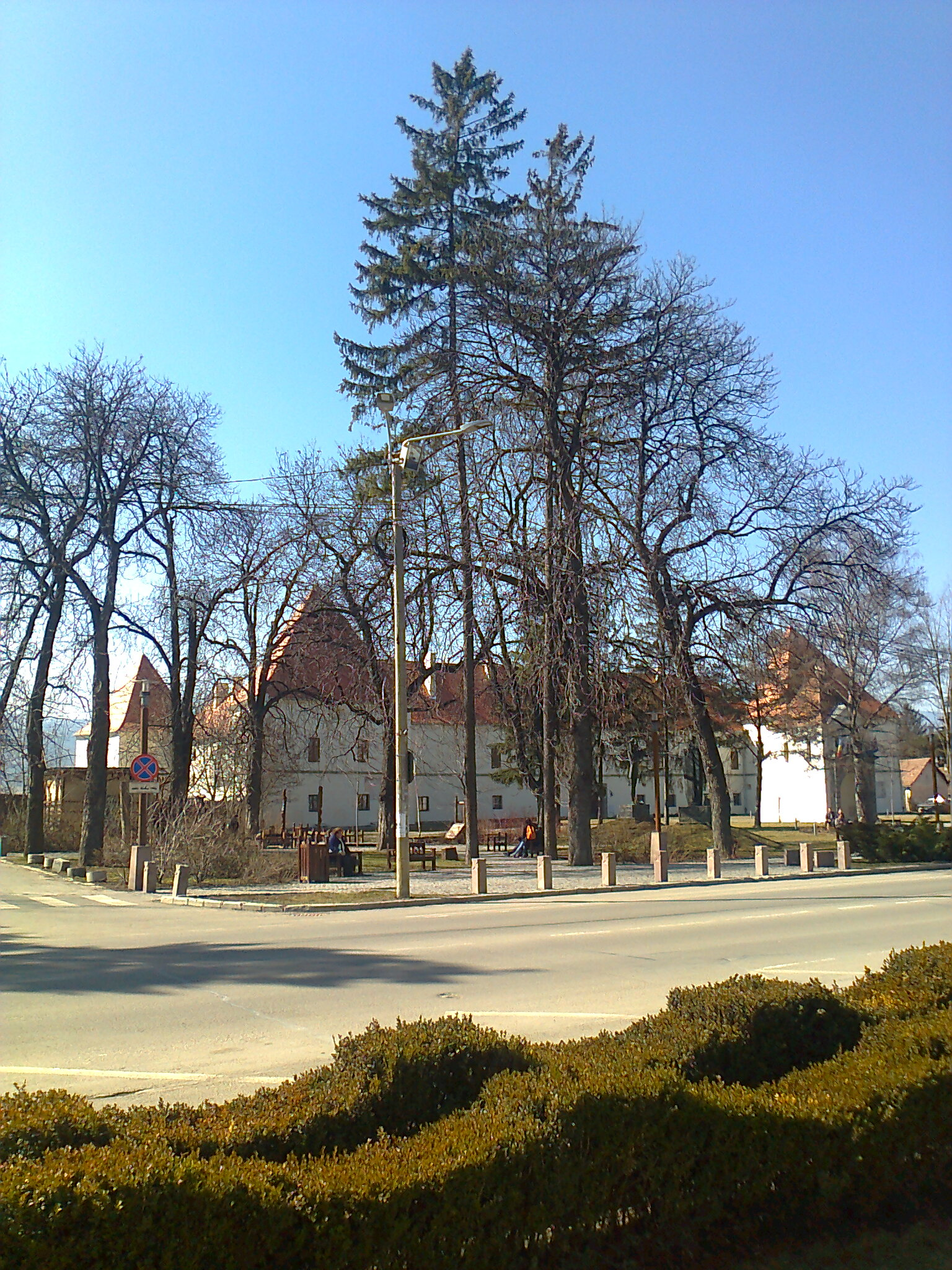
Panorama
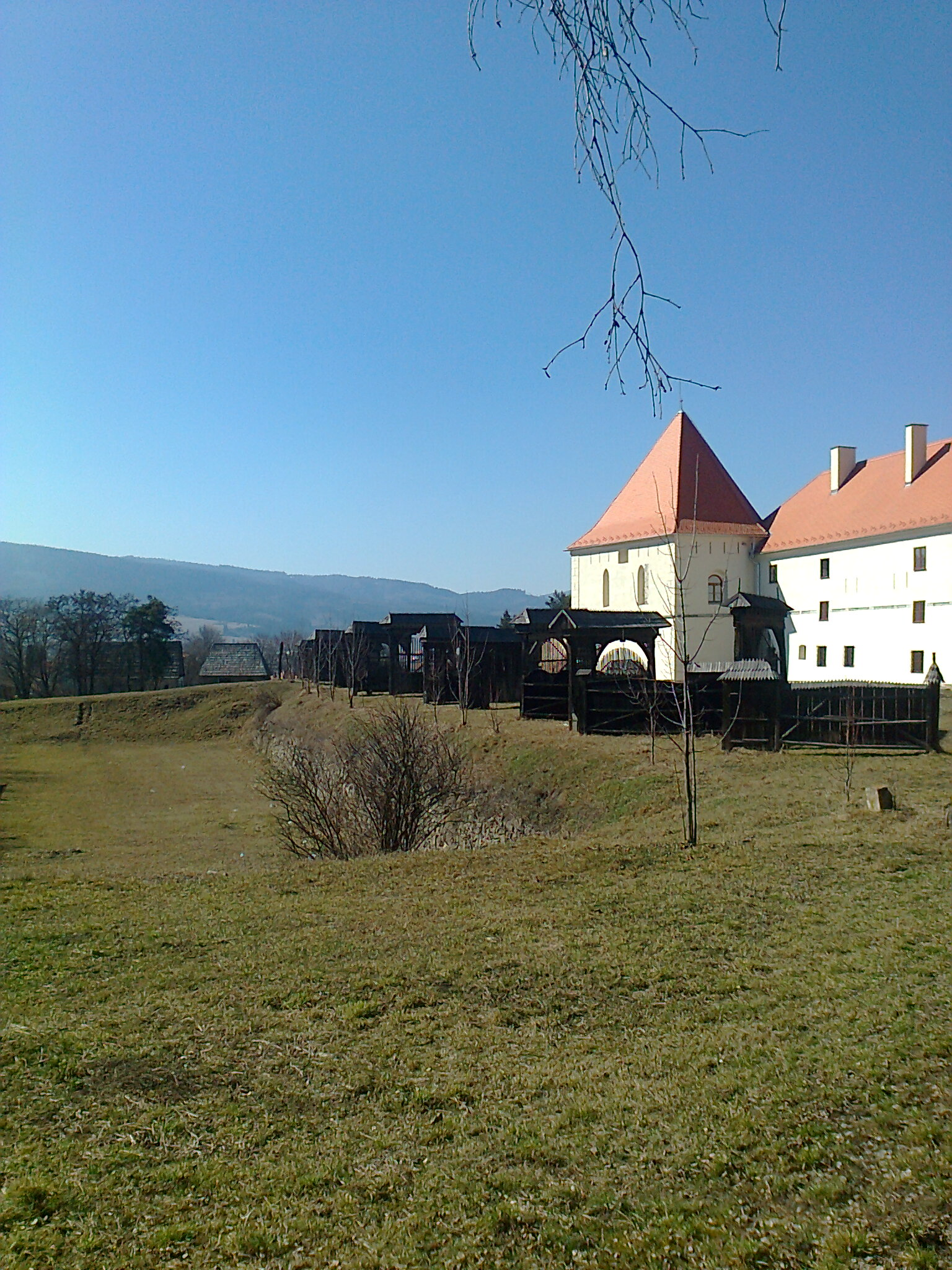
Portes sicule près du château